# Mary Watson (escritora)
Mary Watson (Ciudad del Cabo, 31 de mayo de 1975) es una escritora sudafricana ganadora del Premio Caine en 2006.

## Biografía
Recibió un máster en escritura creativa con André Brink en la Universidad de Ciudad del Cabo, y más tarde otro máster en la Universidad de Brístol en 2003 antes de regresar al Cabo para doctorarse.
Vive en Galway, Irlanda, desde 2009.

## Obra
- Moss, 2004
- Jungfrau, 2006
- The Cutting Room, 2013
- The Wren Hunt, 2018
- The Wickerlight, 2019